# Vogue (濱崎步單曲)
《vogue》（時尚）是日本歌手濱崎步第14張單曲，2000年4月26日於日本發售。

## 說明
- 本作為原創單曲，以原創單曲而言，是繼去年發行第10張單曲《A》以來八個月的新作。
- 絕望三部曲的第一作品，接著的第15張單曲《Far away》及第16張單曲《SEASONS》分別為續篇，三部曲的音樂錄影帶同樣有前後關聯。
- 本作後收錄於同年9月27日發行的第三張原創專輯《Duty》中。後收錄於2001年3月28日發行的精選輯《A BEST》之中，2008年發售的單曲精選輯《A COMPLETE ~ALL SINGLES~》當中亦收錄了本曲。
- 本作為早期單曲中，少數收錄了c/w曲的單曲，下一張收錄c/w的單曲為2003年發行的第29張單曲《&》。
- 本作收錄的混音歌曲除了《vogue》外，尚有第6張單曲《WHATEVER》及第10張單曲《A》當中收錄歌曲《too late》的混音版本。
- 本作封面若拉遠鏡頭，即為次作第15張單曲《Far away》的封面照片。

## 收錄歌曲
全曲作詞：濱崎步
1. vogue "Original Mix"
作曲：菊池一仁 / 編曲：鈴木直人・菊池一仁
KOSÉ「VISÉE」廣告歌曲
2. vogue "HΛL's MIX 2000"
3. too late "Soul Solution Remix -Extended Vox-"
本田技研工業「Jorunokurea」廣告歌曲
4. vogue "Dub's mellowtech Remix"
5. vogue "Groove That Soul Mix"
6. vogue "400BPM Fatback Mix"
7. WHATEVER "FPM's WINTER BOSSA"
8. vogue "pandart sasanoooha Mix"
9. vogue "Original Mix -Instrumental-"
10. ever free
作曲:D・A・I / 編曲:鈴木直人
富士電視台 月九 連續劇《天氣預報的戀人》插入歌